# Граниту (Пернамбуку)
Граниту (порт. Granito) — муниципалитет в Бразилии, входит в штат Пернамбуку. Составная часть мезорегиона Сертан штата Пернамбуку. Входит в экономико-статистический микрорегион Арарипина. Население составляет 6593 человека на 2007 год. Занимает площадь 521,86 км². Плотность населения — 12,6 чел./км².
Праздник города — 20 декабря.

## История
Город основан 1 марта 1890 года. 

## Статистика
- Валовой внутренний продукт на 2005 год составляет 14 310 тысяч реалов (данные: Бразильский институт географии и статистики).
- Валовой внутренний продукт на душу населения на 2005 год составляет 2304 реала (данные: Бразильский институт географии и статистики).
- Индекс развития человеческого потенциала на 2000 год составляет 0,597 (данные: Программа развития ООН).

## География
В соответствии с классификацией Кёппена, климат относится к категории BShW.